# Signal périodique
Cet article court présente un sujet plus développé dans : Phénomène périodique.

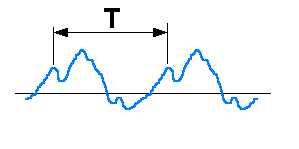
Le signal périodique se reproduit à intervalles réguliers.

On appelle signal périodique tout signal qui représente un phénomène périodique.
Un signal est dit périodique si les variations de son amplitude se reproduisent régulièrement, pendant la période d'analyse, au bout d'une période T constante. Pour en construire un modèle mathématique, on l'assimile à une fonction périodique de période {\displaystyle T} — qui se répète à l'infini, c'est-à-dire que pour tout {\displaystyle t} : {\displaystyle f(t+T)=f(t)}.
La fréquence d'un signal périodique est le nombre de périodes par unité de temps. Elle s'exprime en hertz (Hz). La fréquence en hertz est donc égale à l'inverse de la période exprimée en secondes :
{\displaystyle f={\frac {1}{T}}}

## Exemples de signaux périodiques
- signal carré ou rectangulaire de l'horloge de votre ordinateur ;
- signal approximativement sinusoïdal du courant électrique du secteur ;
- signal triangulaire ou dents de scie du balayage horizontal dans un téléviseur ;
- signal complexe produit par un orgue jouant une note stable ;
- électrocardiogramme normal.

Tout signal périodique peut se décomposer (séries de Fourier) en une somme de signaux sinusoïdaux de fréquences multiples de sa fréquence propre.